# Reilhaguet
Reilhaguet é uma comuna francesa na região administrativa de Occitânia, no departamento de Lot. Estende-se por uma área de 15,96 km². Em 2010 a comuna tinha 136 habitantes (densidade: 8,5 hab./km²).